# Suicide Commando
Suicide Commando es una banda belga de música electro-industrial, creada por Johan Van Roy en 1986. Se encuentra fuertemente influenciada por bandas como Front 242, Skinny Puppy y Ministry. Con un sonido fuerte y agresivo es uno de los iconos de la música EBM. Su estilo es también conocido como electro dark y es considerada la banda fuente de este estilo.

## Discografía

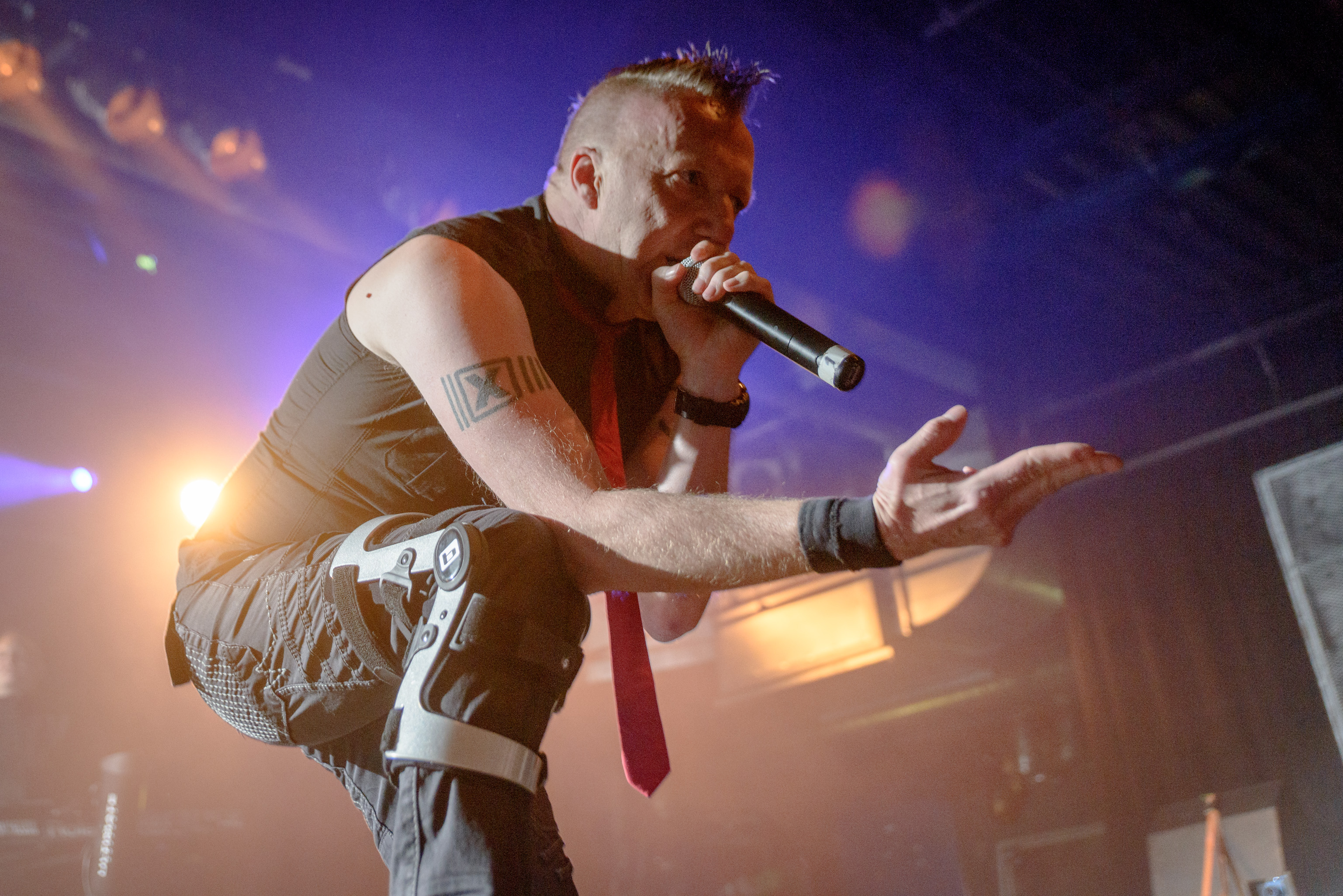
Suicide Commando (2015).

### Álbumes
Álbumes de estudio
- Critical Stage (1994)
- Stored Images (1995)
- Construct-Destruct (1998)
- Mindstrip' (2000) (2003)
- Bind, Torture, Kill (2006)
- Implements of Hell (2010)
- When Evil Speaks (2013)

Álbumes compilatorios
- Contamination (1996)
- Re-construction (1998)
- Chromdioxyde (1999)
- Anthology (2002)
- X20 (2007)
- The Suicide Sessions (2011)
- Electro Convulsion Therapy [Relanzamiento] (2015)
- Compendium X30 Dependent 1999-2007 (2016)

### Sencillos/EP
- Comatose Delusion (2000)
- Hellraiser (2000)
- Love Breeds Suicide (2001)
- Face of Death (2003)
- Cause of Death: Suicide (2004)
- Cause of Death: Suicide / One Nation Under God (2004)
- Godsend / Menschenfresser (2005)
- Attention Whore (2012)
- Unterwelt (2013)
- The Pain That You Like (2015)

### Cintas
- Suicide Commando (1988)
- This is Hate (1989)
- Industrial Rape I (1990)
- Crap (1990)
- Go to Hell (1990)
- Into the Grave (1991)
- Industrial Rape II (1991)
- Black Flowers (1992)
- Electro Convulsion Therapy (1993)